# Kō no Morofuyu

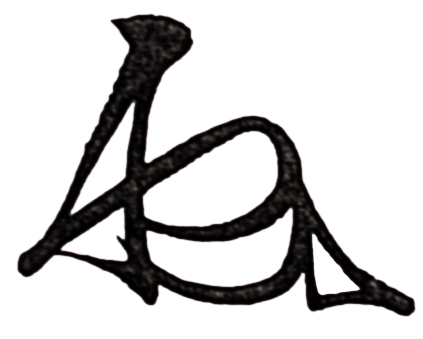
kaō (monogramme) de Kōno Moorofuyu

Kō no Morofuyu est un nom japonais traditionnel ; le nom de famille (ou le nom d'école), Kō, précède donc le prénom (ou le nom d'artiste).
Kō no Morofuyu (高師冬), ? – 13 février 1351 (17e jour du 1er mois de la deuxième année de l'ère Kan'ō est avec ses cousins Moronao et Moroyasu, l'un des plus importants généraux du shogun Ashikaga Takauji durant la période Nanboku-chō. Il est adopté comme fils par Moronao. Il est kami (守・長官), plus élevé des quatre postes administratifs du système ritsuryō de la  province de Mikawa, shugo (gouverneur) de la province de Musashi et kanrei de la région de Kantō,. Défait par Uesugi Noriaki à l'issue de l'incident de Kan'ō, il commet seppuku dans la province de Kai en 1351.

## Carrière
Comme nombre d'autres guerriers de cette époque, il entame sa carrière en 1336 à la fin de la restauration de Kemmu. Il est engagé dans de nombreuses batailles dans tout le pays, dont l'attaque du mont Hiei en 1336. En 1338, avec son cousin Moroyasu, il combat les forces de la Cour du Sud à Aonohara dans la province de Mino pour aider à contenir Kitabatake Akiie qui menace Kyoto. L'année suivante, il est fait shitsuji de la région de Kantō et conseiller d'Ashikaga Yoshiakira, poste qu'il occupe jusqu'en 1344,. Il réussit dans cette fonction à la fois contre les pro-Ashikaga Tadayoshi du clan Uesugi et contre Kitabatake Chikafusa de la province de Hitachi, principale force militaire derrière la Cour du Sud. Il défait Chikafusa une première fois en décembre 1341 puis de nouveau deux ans plus tard et le repousse finalement hors de Kantō. Par ailleurs, il est également shugo de la province de Musashi de 1341 à 1344.
Il reçoit ensuite l'ordre de rentrer à Kyoto et en 1347 est envoyé dans la province d'Ise en tant que shugo, rôle dans lequel il est engagé dans plusieurs batailles. En 1349 Takauji envoie son fils Motouji dans la région de Kantō pour remplacer son autre fils Yoshiakira qu'il veut à Kyoto pour stabiliser l'endroit et y protéger ses intérêts,. Comme Motouji n'est qu'un enfant, le pourvoir effectif est entre les mains de deux shitsuji, Uesugi Noriaki et Morofuyu lui-même, qui sont deux ennemis politiques. En 1350, durant l'incident de Kan'ō, guerre civile qui voit les deux frères Ashikaga s'affronter, les différences entre eux s’aggravent jusqu'au point de rupture. Il reste avec Takauji tandis que Noriaki fait défection et rejoint Tadayoshi. En 1351 il laisse Motouji à Kamakura afin d'attaquer Noriaki. Défait et poursuivi, il commet seppuku au château de Suzawa (須沢城) dans la province de Kai.

## Source de la traduction
- (en) Cet article est partiellement ou en totalité issu de l’article de Wikipédia en anglais intitulé « Kō no Morofuyu » (voir la liste des auteurs).